# Fracture ouverte
 Mise en garde médicale
Une fracture ouverte est une fracture où l'os est mis à nu, il sort généralement de la chair, mais peut aussi causer la déchirure cutanée et reprendre sa place à l'intérieur de la peau.

## Objectifs du traitement
Les objectifs du traitement en matière de fracture ouverte sont la prévention de  l'infection, la consolidation, la prévention de cal vicieux (consolidation en mauvaise position) et la restauration du bon fonctionnement tant du membre que du blessé sans retard. 
Parmi ces objectifs, éviter l'infection est primordial, celle-ci pouvant mener à la pseudarthrose (non consolidation) et à la perte de fonctionnement du membre.
L'élément de pronostic le plus important en matière de résultat à long terme en cas de fracture ouverte  reste la quantité d'énergie dissipée dans le membre au moment de l'accident initial. C'est ce qui détermine la quantité de parties molles dévitalisées et le niveau de contamination.
La géométrie de la fracture ouverte est également un bon critère indiquant le niveau d'énergie, élevé ou faible, emmagasiné dans l'os. La comminution plus encore que le grand déplacement est pratiquement toujours en rapport avec le degré de violence d'une lésion traumatique violente (« à haute énergie »).
La classification en trois degrés de la fracture ouverte, proposée à Paris par Jean Cauchoix, puis reprise par Gustilo et Anderson donne une approche classique de la gravité de la lésion et permet de formuler en partie un pronostic et d'asseoir en théorie diverses indications et tactiques opératoires.

## Classification
Bien que la taille de la plaie (ou en règle « contusion ouverte ») joue un rôle important dans la classification des fractures ouvertes, ce serait une erreur de prendre en considération cette donnée (taille de la plaie) comme élément déterminant selon certains médecins.
En règle générale, c'est l'étendue de la lésion traumatique dans sa totalité qui est prise en compte pour mettre en œuvre avec profit toute « classification ».[réf. nécessaire]
Il y a plusieurs classifications pour les fractures ouvertes, parmi lesquelles :
- classification de Cauchoix et Duparc ;
- classification de Gustilo.